# Harmonia (filla de Geló II)
Harmonia o Harmònia (en grec antic: Ἁρμονία; en llatí: Harmŏnĭa) va ser una princesa siciliana filla de Geló II i neta de Hieró II de Siracusa.
Es va casar amb un siracusà de nom Temist (Themistos) que després de la mort de Jerònim de Siracusa (215 aC) va ser escollit un dels capitans generals de l'estat. Però una nova revolució va enderrocar Temist i va morir en les lluites que es van produir. Un decret del nou govern va condemnar a mort a tots els membres de la família de Hieró, i Harmonia va ser immediatament executada junt amb Demarata i Heraclea, filles de Hieró.